# 第1屆日本電影學院獎
第1回日本電影學院獎于1978年4月6日举行了颁奖典禮。

## 最優秀作品奖
- 《幸福的黄手绢》

### 優秀作品奖
- 《青春之門：自立篇（日语：青春の門）》
- 《竹山孤旅（日语：竹山ひとり旅）》
- 《八甲田山（日语：八甲田山_(映画)）》
- 《孤苦盲女阿玲（日语：はなれ瞽女おりん）》

## 最優秀監督奖
- 山田洋次（《幸福的黄手绢》/《男人真命苦系列》）

### 優秀監督奖
- 市川崑（《惡魔的手毬歌》/《《獄門島（日语：獄門島_(1977年の映画)）》》）
- 篠田正浩（《盲女阿玲（日语：はなれ瞽女おりん）》）
- 新藤兼人（《竹山孤旅（日语：竹山ひとり旅）》）
- 森谷司郎（《八甲田山（日语：八甲田山_(映画)）》）

## 最優秀脚本奖
- 山田洋次、朝間義隆（日语：朝間義隆）（《男人真命苦系列》/《幸福的黄手绢》）

### 優秀脚本奖
- 新藤兼人（《竹山孤旅（日语：竹山ひとり旅）》）
- 高田宏治（日语：高高田宏治）（《西陣心中（日语：西陣心中）》/《日本的首領：野望篇（日语：日本の首領）》/《日本的首領：黑幫戰爭（日语：やくざ戦争 日本の首領）》/《北陸代理戦争（日语：北陸代理戦争）》）
- 橋本忍（《八甲田山(電影)（日语：八甲田山_(映画)）》/《八墓村（日语：八つ墓村）》）
- 長谷部慶次（日语：長谷部慶次）・篠田正浩（《孤苦盲女阿玲（日语：はなれ瞽女おりん）》）
- 山田洋次・朝間義隆（日语：朝間義隆）（《男人真命苦系列》/《幸福的黄手绢》）

## 最優秀主演男優奖
- 高仓健（《幸福的黄手绢》/《八甲田山（日语：八甲田山_(映画)）》）

### 優秀主演男優奖
- 渥美清（《男人真命苦第19集：寅次郎與貴族》/《男人真命苦第20集：加油啊寅次郎》/《八墓村（日语：八つ墓村）》）
- 北大路欣也（《阿拉斯加物語（日语：アラスカ物語）》/《八甲田山（日语：八甲田山_(映画)）》）
- 鄉廣美（《突如其來，宛如風暴（日语：突然 嵐のように）》/《哥哥(電影)（日语：おとうと）》）
- 林隆三（日语：林隆三）（《竹山孤旅（日语：竹山ひとり旅）》）

## 最優秀主演女優奖
- 岩下志麻（《孤苦盲女阿玲（日语：はなれ瞽女おりん）》）

### 優秀主演女優奖
- 秋吉久美子（《姿三四郎》/《八甲田山（日语：八甲田山_(映画)）》/《突如其來，宛如風暴（日语：突然 嵐のように）》）
- 岩下志麻（《孤苦盲女阿玲（日语：はなれ瞽女おりん）》）
- 岸惠子（《惡魔的手毬歌》）
- 倍奖千惠子（男人真命苦系列/幸福的黄手绢）
- 山口百惠（《霧之旗（日语：霧の旗#1977.E5.B9.B4）》/《春琴抄》/《污泥中的純情（日语：泥だらけの純情#1977.E5.B9.B4.E7.89.88）》）

## 最優秀助演男優奖
- 武田鐵矢（《幸福的黄手绢》）

### 優秀助演男優奖
- 加藤武（日语：加藤武）（《惡魔的手毬歌》/《獄門島》）
- 川谷拓三（日语：川谷拓三）（《河内のオッサンの唄 よう来たのワレ（日语：河内のオッサンの唄 よう来たのワレ）》/《大便當（日语：ドカベン）》/《日本的仁義（日语：日本の仁義）》/《ピラニア軍団 ダボシャツの天（日语：ピラニア軍団 ダボシャツの天）》）
- 武田鐵矢（《幸福的黄手绢》）
- 三國連太郎（《霧之旗（日语：霧の旗#1977.E5.B9.B4）》/《八甲田山(电影)（日语：八甲田山_(映画)）》）
- 若山富三郎（《惡魔的手毬歌》/《陰獣（日语：陰獣）》/《姿三四郎）

## 最優秀助演女優奖
- 桃井薰（《幸福的黄手绢》）

### 優秀助演女優奖
- 小川知子（日语：いしだあゆみ）（《青春之門：自立篇（日语：青春の門）》）
- 大竹忍（男人真命苦20：加油啊寅次郎/《季節風（日语：季節風_(映画)）》《青春之門：自立篇(1977年版)（日语：青春の門）》）
- 乙羽信子（《竹山孤旅（日语：竹山ひとり旅）》）
- 奈良岡朋子（日语：奈良岡朋子）（《孤苦盲女阿玲（日语：はなれ瞽女おりん）》）
- 桃井薰（《幸福的黄手绢》）

## 最優秀音楽奖
- 芥川也寸志（《八甲田山（日语：八甲田山_(映画)）》）

### 優秀音楽奖
- 芥川也寸志（《八甲田山（日语：八甲田山_(映画)）》/《八墓村（日语：八つ墓村_(1977年の映画)）》）
- 大野雄二（《人性的证明》）
- 佐藤勝（日语：佐藤勝）（《阿拉斯加物語（日语：アラスカ物語）》/《幸福的黄手绢》）
- 武滿徹（《孤苦盲女阿玲（日语：はなれ瞽女おりん）》）
- 林光（《竹山孤旅（日语：竹山ひとり旅）》）

## 最優秀技術奖
- 宮川一夫（日语：宮川一夫）<摄影>（《孤苦盲女阿玲（日语：はなれ瞽女おりん）》）

### 優秀技術奖
- 岡崎宏三（日语：岡崎宏三）<摄影>（《阿拉斯加物語（日语：アラスカ物語）》/《ねむの木の詩がきこえる（日语：ねむの木の詩がきこえる）》）
- 木村大作（日语：木村大作）<摄影>（《八甲田山（日语：八甲田山_(映画)）》）
- 黒田清己（日语：黒田清己）<摄影>（《竹山孤旅（日语：竹山ひとり旅）》）
- 宮川一夫（日语：宮川一夫）<摄影>（《孤苦盲女阿玲（日语：はなれ瞽女おりん）》）
- 村木忍（日语：村木忍）<美術>（《《惡魔的手毬歌》》/《獄門島》）

## 最優秀外国作品奖
- 《洛奇》

### 優秀外国作品奖
- 《鬼火（英语：The_Fire_Within）》
- 《苦海餘生（英语：Voyage_of_the_Damned）》
- 《火爆群龍（英语：Slap_Shot_(film)）》
- 《螢光幕後》
- 《洛奇》